# 26 brumaire
26 vendémiaire 26 frimaire
Le sextidi 26 brumaire, officiellement dénommé jour de la pistache, est le 56e jour de l'année du calendrier républicain.
C'était généralement le 16e jour du mois de novembre dans le calendrier grégorien.